# بات ميرفي (سياسي)
بات ميرفي هو سياسي كندي، ولد في 1962. حزبياً، نشط في الحزب الليبرالي في جزيرة الأمير إدوارد ‏. وقد انتخب عضو الجمعية التشريعية لجزيرة الأمير إدوارد ‏ عن دائرة البرتون روزفيل ‏ خلال فترته النيابية ‏.